# سلمان پاک
سلمان پاک عنوان کتابی است به نگارش لویی ماسینیون نویسنده فرانسوی و به برگردان علی شریعتی جامعه‌شناس ایرانی.
این کتاب نوشتاری است دربارهٔ سلمان پارسی نخستین مسلمان ایرانی و تأثیرهایش پس از آشنایی با پیامبر اسلام.
این کتاب بیش از تحلیل متکی بر روایات است که نویسنده بیشتر آنان را از راویان غالی (غلو کننده) ماخوذ می‌داند. و تکیه اساسی‌اش را بر روایات معقول تاریخی می‌گذارد.
این کتاب تألیفی در چند بخش چگونگی ورود سلمان به اسلام، آزاد شدنش از بند بردگی و همیار شدنش با پیامبر (تا درجه روایت حدیث به اهل بیت پیوستن وی را) و آثار همنشینی عجمی چون او را، که در جامعه متعصب آن زمان نمی‌توانست پذیرفته شود، در کنار پیامبر عرب بررسی می‌کند.
مترجم خود نیز مقدمه‌ای بر آن افزوده‌است.